# 12384 Luigimartella
12384 Luigimartella eller 1994 TC2 är en asteroid i huvudbältet som upptäcktes den 10 oktober 1994 av den italienske astronomen Vincenzo Silvano Casulli vid Colleverde-observatoriet. Den är uppkallad efter amatörastronomen Luigi Martella.
Asteroiden har en diameter på ungefär 9 kilometer och den tillhör asteroidgruppen Eos.